# 22 (Lily Allen)
22 è un brano musicale composto da Lily Allen e Greg Kurstin, estratto come quarto singolo ufficiale dall'album It's Not Me, It's You. In Regno Unito, il brano ha invece sostituito Fuck You come terzo singolo. È stato pubblicato dalla Regal Records il 24 agosto 2009, mentre una differente versione, 22 (Vingt Deux) è stata pubblicata esclusivamente in Francia.
Il singolo ha ottenuto un discreto successo commerciale, raggiungendo la posizione 14 della Official Singles Chart.

## Tracce
CD singolo
1. 22 – 3:05
2. Not Fair (Far Too Loud Electro Radio Edit) – 3:20

Vinile 7"
1. 22 – 3:05
2. 22 (The Big Pink Remix) – 5:07

CD singolo (Francia)
1. 22 (feat. Ours) (Vingt Deux) – 3:06
2. 22 – 3:05
3. Not Fair (Far Too Loud Electro Radio Edit) – 3:20

## Video
Il video musicale è stato diretto da Jake Scott e filmato il 1º giugno 2009 nell'East London. Lily Allen s'avvia verso un bagno pubblico insieme ad altre ragazze e qui, alternando il canto a sedute di trucco, si fissa allo specchio, in cui vede se stessa con un aspetto differente.

## Classifiche
| Classifica (2009) | Posizione massima |
| ----------------- | ----------------- |
| Australia         | 12                |
| Austria           | 54                |
| Belgio (Fiandre)  | 43                |
| Belgio (Vallonia) | 34                |
| Brasile           | 72                |
| Europa            | 43                |
| Francia           | 23                |
| Germania          | 85                |
| Irlanda           | 12                |
| Nuova Zelanda     | 28                |
| Paesi Bassi       | 79                |
| Regno Unito       | 14                |
| Svizzera          | 71                |